# Shankar Nagar
Shankar Nagar – gaun wikas samiti w zachodniej części Nepalu w strefie Lumbini w dystrykcie Rupandehi. Według nepalskiego spisu powszechnego z 2001 roku liczył on 2524 gospodarstw domowych i 13041 mieszkańców (6699 kobiet i 6342 mężczyzn).